# Lennart Ebbinge
Bo Gunnar Lennart "Ebba" Ebbinge, född 9 maj 1956 i Kristianstad, är en svensk handbollstränare och före detta handbollsspelare (högernia, högersexa).
Lennart Ebbinges moderklubb var Näsby IF vars juniorlag han ledde till två JSM-guld i mitten av 1970-talet. Efter en kort sejour i IFK Kristianstad värvades han till Göteborgsklubben IK Heim, som han representerade några år. I Heim tog han två SM-guld, 1982 och 1983. Efter dessa år spelade han för GF Kroppskultur 1984–1985. Han blev sedan handbollsproffs i Spanien i klubben Maritim Teneriffa 1985–1989. Han deltog vid OS 1984 i Los Angeles och spelade totalt 77 landskamper. Efter spelarkarriären i Spanien blev "Ebba" åter spelare i IFK Kristianstad och avslutade där han började i Näsby IF.
"Civilt" blev Ebbinge idrottslärare och bosatte sig Åhus, där han blev tränare för Åhus Handbolls herrar. Hans första uppdrag som damtränare i elitserien var först med Kroppskultur och sedan förde han upp Kristianstad HK till elitserien från division 1. Han avslutade sin aktiva tränarkarriär 2016 med Kristianstad HK, som slutade på nionde plats i serien men klarade sig kvar i kvalet.